# 李宗柏
李宗柏（1950年7月—），湖北罗田人。中国政治人物。
毕业于华中师范学院数学系。1989年2月任宜昌市副市长。1997年，担任湖北省工商行政管理局副局长、局长。2003年1月，任省发展计划委员会主任、湖北省发展和改革委员会主任。2008年1月，当选省政协十届委员会副主席。